# Béla Volentik
Béla Volentik (né le 5 décembre 1907 à Szolnok (à l'époque en Autriche-Hongrie et aujourd'hui en Hongrie) et mort le 27 octobre 1990 à Budapest) est un joueur de football international hongrois, qui évoluait au poste de milieu de terrain, avant de devenir ensuite entraîneur.

## Biographie

### Carrière de joueur
Il reçoit une sélection en équipe de Hongrie, le 10 avril 1927, lors d'un match amical contre la Yougoslavie à Budapest (victoire 3-0).

### Carrière d'entraîneur
Il dirige la sélection luxembourgeoise de 1953 à 1955, sur un total de 9 matchs.
Il prend ensuite les rênes de la sélection bulgare, dirigeant un total de 9 matchs au cours de l'année 1963.

## Palmarès

### Palmarès de joueur
| Újpest \| - Championnat de Hongrie (2) : - Champion : 1929-30 et 1930-31. - Vice-champion : 1931-32. - Coupe Mitropa (1) : - Vainqueur : 1929. \| \| - Coupe des nations (1) : - Vainqueur : 1930. \| |  | Saint-Gall - Championnat de Suisse D3 (1) : - Champion : 1938-39. |
| - Championnat de Hongrie (2) : - Champion : 1929-30 et 1930-31. - Vice-champion : 1931-32. - Coupe Mitropa (1) : - Vainqueur : 1929.                                                                  |  | - Coupe des nations (1) : - Vainqueur : 1930.                     |

### Palmarès d'entraîneur
| Saint-Gall - Championnat de Suisse D3 (1) : - Champion : 1938-39. |  | Young Boys - Coupe de Suisse (1) : - Vainqueur : 1944-45. |  | FC Lugano - Championnat de Suisse (1) : - Champion : 1948-49. |

| Lausanne-Sport - Championnat de Suisse (1) : - Champion : 1950-51. |  | MTK Budapest - Championnat de Hongrie : - Vice-champion : 1957 (Printemps). - Coupe d'Europe des vainqueurs de coupe : - Finaliste : 1963-64. |  | Hongrie olympique - Jeux olympiques : - Bronze : 1960. |